# Metcalfia
Metcalfia là một chi thực vật có hoa trong họ Hòa thảo (Poaceae).

## Loài
Chi Metcalfia gồm các loài: